# Janusz Tomasz Czetwertyński-Światopełk
Janusz Tomasz Czetwertyński-Światopełk książę herbu Pogoń Ruska (ur. 1743, zm. 15 września 1813 w Kisielinie) – kasztelan czernichowski, szambelan Stanisława Augusta Poniatowskiego w 1764 roku, pułkownik powiatu zwinogrodzkiego w konfederacji barskiej w 1768 roku, kawaler maltański (w zakonie od 1769 roku), kawaler Honoru i Dewocji w Wielkim Przeoracie Katolickim w Rosji.
Syn Felicjana Stefana i Katarzyny Jełowickiej. Brat Antoniego Jana. Ojciec Józefa, szambelana króla polskiego Stanisława Augusta, Ludwika (1775–1844) i Dymitra (1777–1859).
Został mianowany podkomorzym królewskim w 1767 roku. W latach 1785–1792 kasztelan czernihowski. Był członkiem konfederacji Sejmu Czteroletniego. 
Ufundował dla franciszkanów kościół i klasztor w Komargrodzie (1770). 
Odznaczony Orderem Świętego Stanisława w 1777 oraz Orderem Orła Białego w 1789. 
Napisał wiersz na powitanie Króla Stanisława Augusta Poniatowskiego na Bracławiu w 1787. W drugim wierszu ubolewał nad losem króla Francji Ludwika XVI.